# Lampernisse
Lampernisse (en flamenc occidental Lampernisse) és un nucli del municipi de Diksmuide a la província de Flandes Occidental a la regió flamenca de Bèlgica. L'1 de gener de 1971 es fusionà amb Pervijze i l'1 de gener de 1977 Pervijze es fusionà amb Diksmuide. El 2007 tenia 200 habitants per a una superfície de 1.362 hectàrees.

## Història
El primer esment Lampanesse data del 857. De l'alta edat mitjana fins a la revolució francesa el poble pertanyia a la castellania de Veurne-Ambacht, tot i que la Watering era administrada per les abadies de Ter Duinen, Sant-Nicolau de Veurne, Lo i Eversham. El delme esqueia al capítol de Saint-Omer tot i que hi va haver altercats freqüents amb l'abadia de Cambron.
A l'inici del segle XIV la població s'insurgeix contra la política fiscal de Lluís I de Flandes i el seu associat Felip VI de França. Nicolau Zannekin, un terratinent lampernissenc va conduir l'exèrcit dels masovers rebels que va ser batut a la Batalla de Cassel el 23 d'agost de 1328. Una placa al mur exterior de l'església commemora aquest esdeveniment. Després de la batalla, va seguir un període d'ocàs fins al segle xvi, per diferents factors: la respressió, la confiscació de terrenys, les epidèmies i des del segle xvii també per la revolució protestant.
Quan l'exèrcit castellà sota el general Alexandre Farnese va conquerir Veurne-Ambacht el 1583 succeeix un èxode general vers les Províncies Unides, Anglaterra i Alemanya. Al primer mig del segle xviii, la zona coneix un breu refloriment. Però durant el regne de Lluís XIV, seguit per la Guerra de Successió Espanyola la zona va ser el teatre de batalles, destruccions i espoliacions. Després del Tractat d'Utrecht de 1713 passà als Països Baixos austríacs i obté una pau relativa fins a la revolució francesa.
El 1815 passà al Regne Unit dels Països Baixos i el 1830 a Bèlgica. Coneixerà un segle de pau fin a l'esclatament de la Primera Guerra Mundial. La línia ferroviària Diksmuide-Veurne travessa el poble des de 1858. El talús de la segona línia ferroviària (desafectada el 1974) de Diksmuide a Nieuwpoort va ser protegit com a momument, com que formava la demarcació del front de la batalla de l'IJzer durant la Primera Guerra Mundial. L'1 de desembre de 1914 un obús prussià va tocar l'església. 43 caçadors alpins francesos, 2 soldats belgues i 2 civils hi van perdre la vida i hi va haver molts de ferits. Després de la guerra, quasi tot els edificis havien sigut bombardejats i van ser reconstruïts en l'estil anterior. Parts de l'església van ser restaurades, la resta reconstruïda segons els plans d'abans la guerra damunt les antigues fundacions.
Fins a la fusió amb Pervijze el 1971 i amb Diksmuide el 1977 el poble no va conèixer gaire història excepte l'èxode rural que va tocar llargues parts del Westhoek.

## Geografia
El poble està situat als pòlders Oudlandpolders (paisatge protegit) i Middellandpolders, un terra fèrtil, al nivell del mar a la vall de l'IJzer. La principal activitat econòmica és la ramaderia. Es troba al mig d'una llarga xarxa de petits recs i canals dels quals la majoria daten de l'edat mitjana, quan Lampernisse pertanyia a la Noordwatering (Watering del nord) de Veurne: Molenvaart, Oostkerkevaart, Leerzevaart, Eieleed, Lampernissegeleed, Zaadgracht, Reigersvliet, Grote Beverdijkvaart, Sint-Jacobsleed, Vlavaart (també anomenat Bertegatvaart), Bovenvliet, Oude A Vaart, Grote IJzerbeek i Kleine IJzerbeek.
Després de la construcció dels dics es va produir una inversió del relleu que fins avui caracteritza la morfologia del municipi: les antigues illes de maresma amb una estructura de sól molt fràgil van esllavissar-se, i els antics priels, amb els seus llits de sorra al·luvial van esdevenir relativament superior. Van ser aquestes crestes arrenoses i seques, on es van construir les primeres masies i carreteres. Aquesta història geologica explica la forma tortuosa de les carreteres.

## Persones
- Nicolau Zannekin (mort el 1328), resistent contra el Comte de Flandes i el rei de França

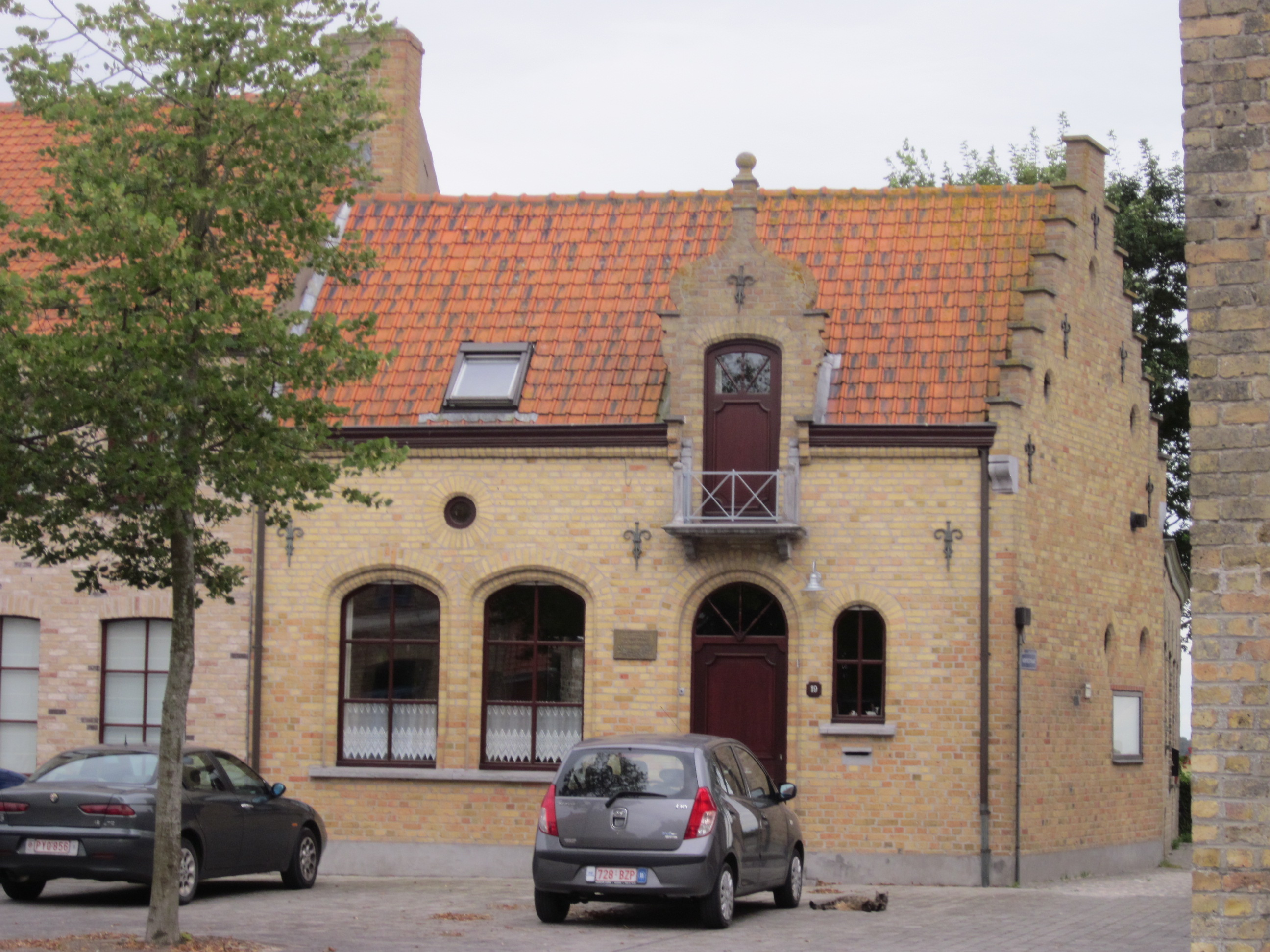
Antiga casa de la vila
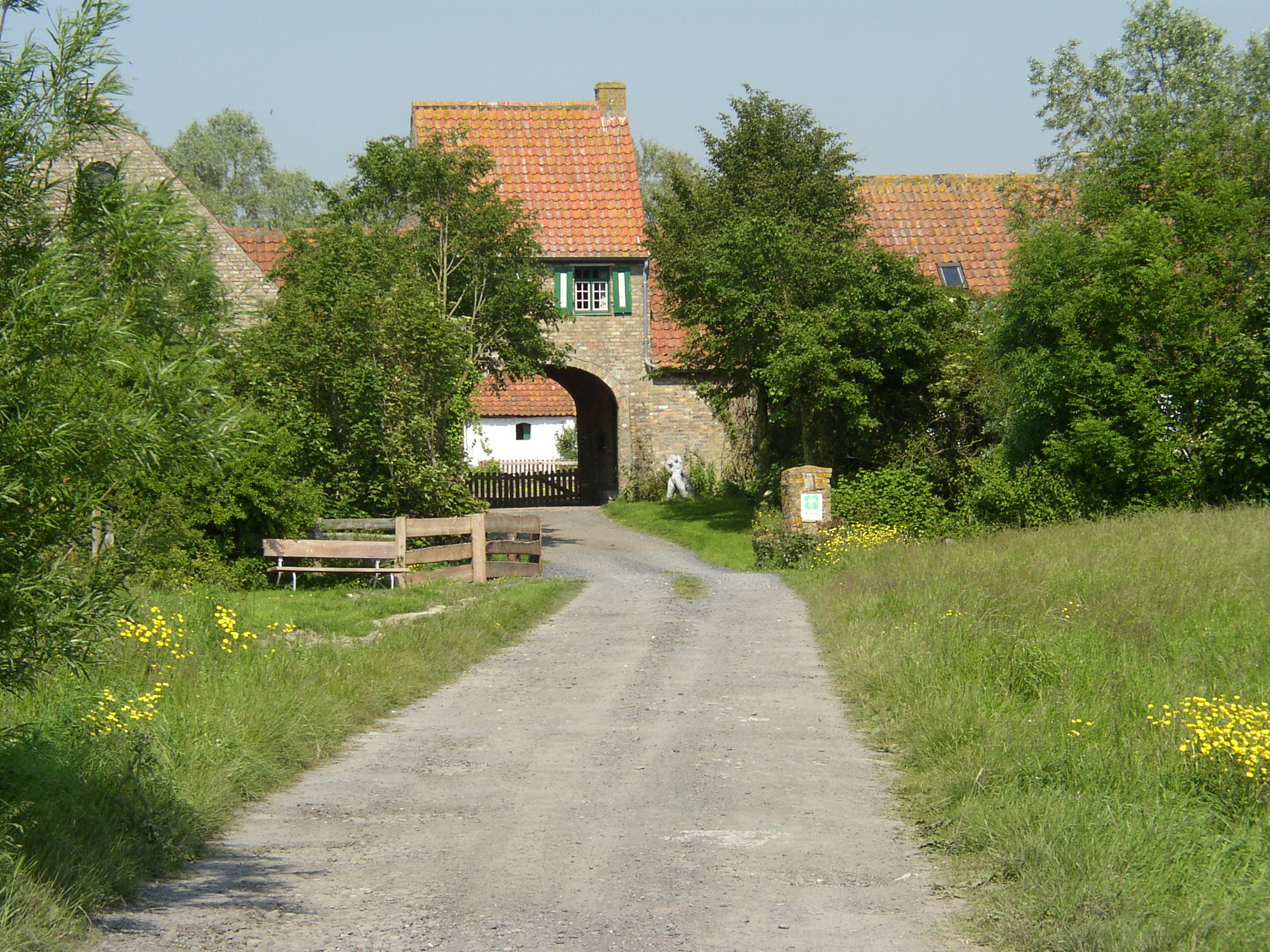
Masia Bladelijn
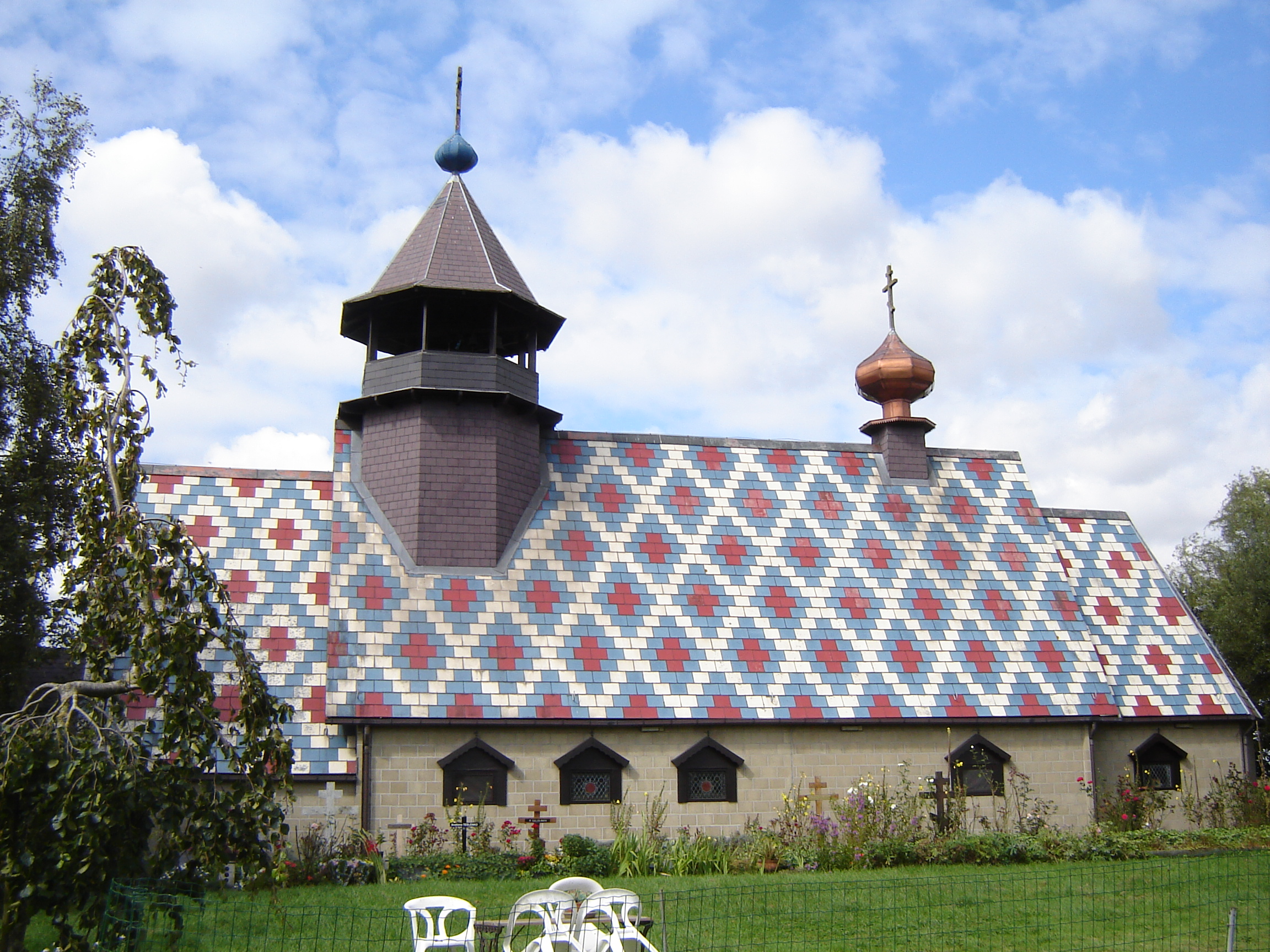
Església ortodoxa
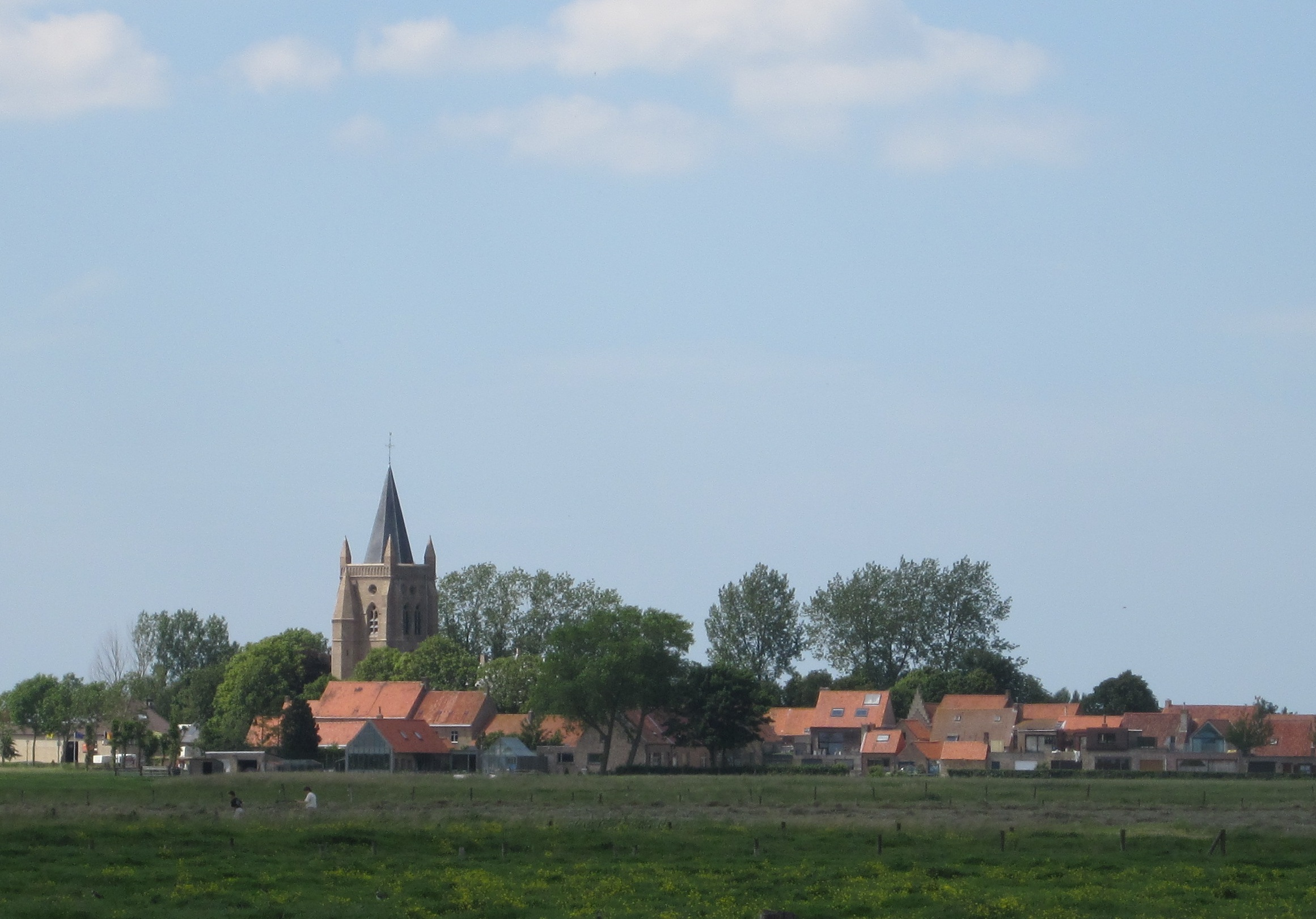
Panorama